# کلیجه (خوراکی)
کلیچه (به عربی: كليچة، به سریانی: ܟܠܝܟ̰ܐ) که به عنوان کلوچه ملی عراق شناخته می‌شود و در عربستان نیز طبخ می‌شود.

## انواع
کلیجه در انواع و اشکال مختلف تهیه و طبخ می‌شود. مشهورترین نوع این کلوچه، با خرما مغزدار شده‌اند. شکل‌های این شیرینی محلی، به شکل هلالی، دایره‌ای و قرص‌های کوچک است که با آجیل‌ها، شکر و نارگیل خشک شده، پر شده و تزئین می‌گردد. در این کلوچه از هل و بعضی اوقات با گلاب طعم‌دار می‌شود. این شیرینی پس از تهیه مواد اولیه، با یک لایه تخم‌مرغ لعاب داده می‌شود. این شیرینی با زعفران رنگ شده و معطر می‌گردد. در عراق این شیرینی با آرد، شیر و شکر تهیه و با خرما، مغزدار می‌شود. زمان صرف شده برای تهیه این شیرینی، ۱۵ تا ۲۰ دقیقه تخمین زده شده‌است. مواد تشکیل دهنده این شیرینی عبارتند از:
- آرد
- خرما
- عسل
- شکر
- کره یا روغن
- ملاس خرما
- زنجبیل
- دارچین
- پودر نارگیل
- تخم گشنیز
- هل
- گلاب
- گردو
- تخم مرغ
- وانیل
- ماست

## تاریخچه و فرهنگ
قدمت این شیرینی به دوران آشوری‌ها می‌رسد. این شیرینی در کریسمس تهیه شده و غالباً با خرما پر شده و با چای سرو می‌شود. ابن بطوطه در سفرنامه خویش این شیرینی را در بارگاه امیر خوارزمی یاد کرده‌است. در ریشه نام این شیرینی، برخی گزارش کرده‌اند که متعلق به ترک زبانان است. در عراق این شیرینی برای روز عید فطر در پایان ماه رمضان توسط زنان عراقی تهیه می‌شود. عراقی در پذیرایی میهمانان عید فطر از این شیرینی استفاده می‌نمایند. در عربستان نیز رسم است تا این شیرینی برای خانواده عروس، پیش از عروسی طبخ شد و در شب زفاف به عروس داده می‌شود. این کلوچه در فصل زمستان، طرفداران بیشتری دارد. خانواده‌های عراقی، در صورت همزمانی فوت اقوام و ایام ماه رجب، برای مردگان خویش این کلوچه را خیرات می‌کنند که به دسته‌بندی‌های ۴ تا ۵ عددی تهیه و به نام کلیچه رجبیه پخش می‌نمایند.

## جشنواره‌ها
جشنواره کلیجه (کلیجا) هر ساله در شهر بریده، به عنوان یک جشنواره منطقه‌ای در جریان است. در این جشنواره، علاقه‌مندان و طبخ‌کنندگان این کلوچه حضور دارند.